# NGC 1508
NGC 1508 is een spiraalvormig sterrenstelsel in het sterrenbeeld Stier. Het hemelobject werd op 15 december 1876 ontdekt door de Franse astronoom Édouard Jean-Marie Stephan.

## Synoniemen
- PGC 14454
- MCG 4-10-21
- ZWG 487.21
- NPM1G +25.0119